# Babyshower
Babyshower er betegnelsen for en fest, der afholdes for at fejre en graviditet, sædvanligvis en måned eller to inden den forventede fødsel. Det er en amerikansk tradition hvor gaver til moderen / babyen er et vigtigt indslag, og ordets sidste del, ”shower”, hentyder til den gaveregn, der forventes ved denne lejlighed.

## Traditioner
I USA har babyshower været en tradition i mange år, og ligesom Valentines Day og Halloween er denne nu også ved at holde sit indtog i Europa og Danmark, ikke mindst via populære film og tv-serier som Beverly Hills 90210 og Sex and the City. I Danmark gik dette indtog lidt trægt i den første tid, især på grund af danskernes forestilling om at det bringer uheld at modtage gaver inden barnet er født, men denne indstilling er nu ved at være aflivet og babyshower er blevet in.
Traditionelt er det en veninde, en kvindelig kollega eller en kvindelig slægtning, der arrangerer en babyshower for den vordende mor, og traditionelt er der da også kun kvindelige deltagere i en babyshower. Der forekommer også varianter, hvor den vordende far og evt. nogle af hans venner også er med, og undertiden holdes endda babyshowers kun for mænd. Traditionelt er det også at babyshowers kun holdes for førstegangsfødende, dvs på det tidspunkt hvor de unge forældre har specielt hårdt brug for gaverne. Dette forhold er i USA ved at ændre sig, således at der afholdes mindre babyshowers, undertiden kaldet diaper showers eller , ved barn nr 2, eller ved adoption.
Både i Danmark og USA er det snarere reglen end undtagelsen, at babyshoweren afholdes som et surprise-party for den kommende mor. 

En nyere tradition, populariseret af TV-serien "Sex and the City”, er en diaper cake - en "kage" kunstfærdigt udformet af engangsbleer.
- To eksempler på diaper cakes.